# 1989 год в авиации
Список событий в авиации в 1989 году.

## События
- 2 января — первый полёт среднемагистрального пассажирского самолёта Ту-204.[1]
- 11 января — первый полёт административного самолёта AASI Jetcruzer 450.[2]
- 13 мая — на самолёте Ан-225 «Мрия», из Жуковского на космодром Байконур был перевезён многоразовый транспортный космический корабль Буран.[3]
- 1 ноября — первая посадка самолёта МиГ-29К на палубу тяжёлого авианесущего крейсера Тбилиси, выполнил лётчик-испытатель Аубакиров Т. О..[4]
- 21 ноября — первая ночная посадка самолёта Су-27К на палубу тяжёлого авианесущего крейсера Тбилиси, выполнил лётчик-испытатель В. Г. Пугачёв.[5]

## Персоны

### Скончались
- 22 августа — Яковлев, Александр Сергеевич — советский авиаконструктор, генерал-полковник авиации (1946).[6]
- 25 августа — Скобарихин, Витт Фёдорович, советский лётчик, Герой Советского Союза. 20 июля 1939 г., в ходе боёв на Халхин-Голе сбил самолёт противника таранным ударом. Это был первый таран в Советских ВВС. Награждён тремя орденами Отечественной войны 1-й степени, двумя орденами МНР и орденом «Военный крест 1939 года» ЧССР.[7]